# 콘스턴스 커밍스
콘스턴스 커밍스(Constance Cummings, CBE, 1910년 5월 15일 ~ 2005년 11월 23일)는 영국의 배우이다.

## 출연 작품
- 악마의 저주(영어판) (1986)
- 디 인티밋 스트레인저 (1956)
- 즐거운 영혼 (1946)
- 버스맨스 허니문 (1940)
- 무비 크레이지 (1932)
- 나이트 애프터 나이트 (1932)
- 비하인드 더 마스크 (1932)
- 미국의 광기 (1932)
- 러버 컴 백 (1931)
- 형법 체계 (1931)